# Pépé Grégoire

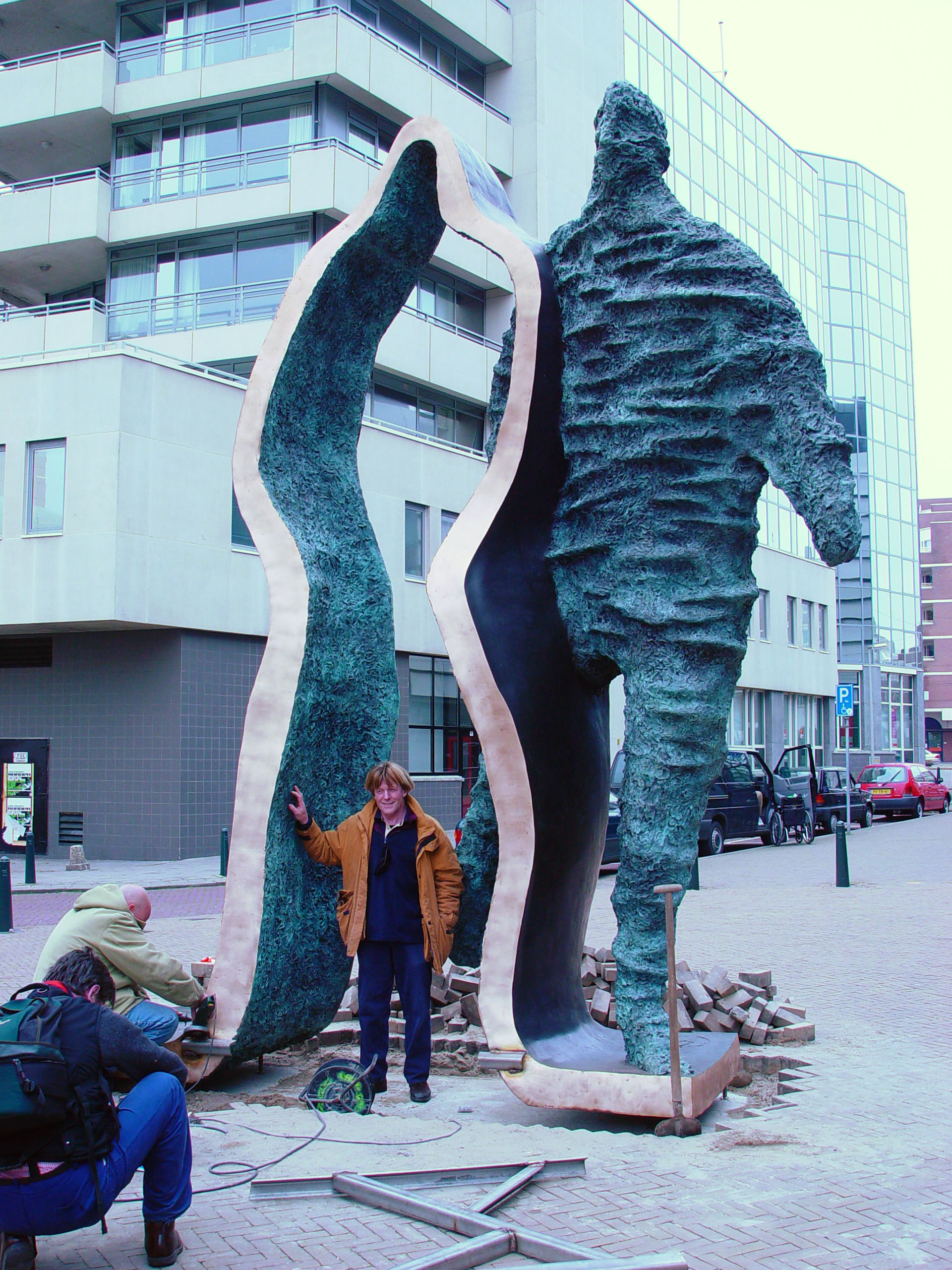
Afas Circus Theater (2004), Scheveningen

Pierre Paul Grégoire, detto Pépé (Teteringen, 3 novembre 1950), è uno scultore olandese.

## Biografia
Grégoire nacque in una famiglia di artisti; suo padre Paul era uno scultore mentre suo nonno Jan era un pittore e sua sorella maggiore Hélène una pittrice. Ha studiato alla Rijksakademie van Beeldende Kunsten di Amsterdam (1968-1974), dove è stato istruito dal suo stesso padre Paul, Piet Esser e Theresia van der Pant, tra gli altri.
Grégoire ha vinto il Premio Buys van Hulten nel 1974 e il Premio Jan Hamdorff nel 1985. Realizza grandi opere per lo spazio pubblico (da 2 a 8 metri di altezza). Inoltre, ha realizzato su commissione numerosi ritratti in bronzo, tra cui Regina Beatrice (1982) e August Willemsen (1995). Ha anche progettato la statuetta del premio VSCD della Colombina, un premio per il miglior ruolo femminile di supporto della stagione teatrale olandese.